# أوكاي
أوكاي هي سلسلة متاجر بلجيكية للسوبرماركت والهايبرماركت تأسست سنة 1998م.